# Dschabal al-Lauz
Der Dschabal al-Lauz (arabisch جبل اللوز, DMG Ǧabal al-Lauz, englisch Jabal al-Lawz) ist ein 2580 Meter hoher Berg im Nordwesten Saudi-Arabiens. Er befindet sich etwa 50 Kilometer östlich der Küste des Golfs von Akaba und ungefähr 70 Kilometer südlich der Grenze zu Jordanien in der Provinz Tabuk. Der Name des Berges bedeutet übersetzt ‚Mandelberg‘.
In der Bibel wird das Gebiet um den Dschabal al-Lauz als Midian bezeichnet, dessen Lage und Ausdehnung jedoch nicht genau eingrenzbar sind. Einige Forscher nehmen nach der Beschreibung des „Gottesberges“ Horeb eine mögliche Übereinstimmung mit dem Dschabal el-Lauz an, statt mit dem Berg Sinai.